# Sufragio

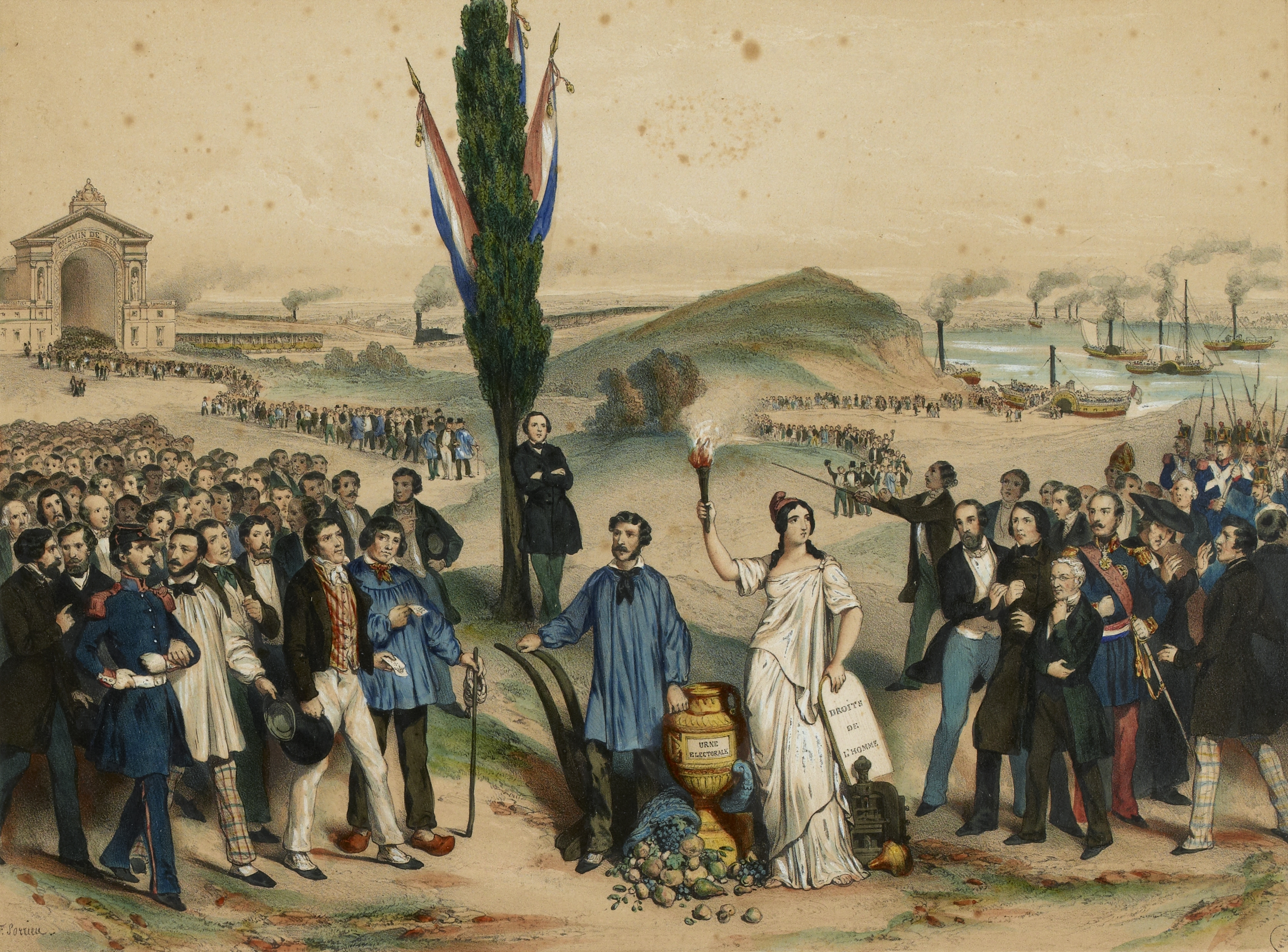
Sufragio universal, dedicado a Ledru-Rollin, por Frédéric Sorrieu, 1850

El sufragio (del latín suffragium) es el derecho político y constitucional al voto a votar a los cargos públicos electos. En un sentido amplio, el sufragio abarca el activo, donde se determina quiénes tienen derecho al voto (uso más común); y el pasivo, que se refiere a quiénes y en qué condiciones tienen derecho a ser elegidos.
Históricamente, numerosos colectivos han sido excluidos del derecho a votar por muchas razones: unas veces porque sus miembros eran «súbditos» de reyes feudales y no se les consideraba hombres «libres»; otras veces porque la exclusión de la votación dependía de una política explícita claramente establecida en las leyes electorales. En unas ocasiones el derecho a votar excluía a grupos que no cumplían ciertas condiciones (exclusión de analfabetos, impuestos de capitación, etc.); en otras ocasiones a un grupo se le ha permitido votar pero el sistema electoral o las instituciones del gobierno fueron diseñadas a propósito para darles menos influencia que otros grupos más favorecidos.
Se suele considerar que en un país democrático la legitimidad política de un gobierno democrático deriva principalmente del sufragio.

## Tipos de sufragio
- Sufragio universal: es  un derecho a votar de todos los adultos, sin distinción de raza, sexo, creencia o posición social y económica.
- Sufragio restringido: también llamado censitario, solo podían votar las personas que aparecen en un censo o lista, normalmente en función de su riqueza, propiedades inmobiliarias o nivel de tributación.
- Sufragio masculino: voto de los hombres.
- Sufragio femenino: voto de las mujeres.
- Sufragio obligatorio: el derecho al voto convertido en la obligación de votar. Es una forma de poder expresar poder, adquisición social y control sobre el voto.
- Sufragio voluntario: es la forma que tiene una persona de expresarse a conciencia al momento de dar su voto.
- Sufragio igualdad: es un término que a menudo suele confundirse con sufragio universal.  Consiste en darle a cada ciudadano un solo voto, que tiene un valor de resultado igual al de cualquier otro elector, independientemente de sus ingresos, riqueza o estatus social.

Es práctica habitual en la mayoría de países, que el voto solamente pueden ejercerlo quienes son considerados nacionales o ciudadanos del país. Ello supone que, dependiendo de las condiciones en que pueda obtenerse la nacionalidad —con más o menos facilidad, en un número de años de residencia, restringida a la primera generación, con filiación, etc. (véase Ius sanguinis, Ius soli como métodos de adquisición de nacionalidad)—, causando que amplios sectores de los residentes de un país pueden estar privados del derecho al voto o tenerlo restringido. El derecho de ciudadanía universal reclama la superación de la nacionalidad como espacio restringido de derechos. No obstante, en las últimas décadas se han producido avances en el reconocimiento del derecho al voto a extranjeros residentes, tales como el concepto de ciudadanía europea en el ámbito de la Unión Europea, o la firma de tratados internacionales bilaterales para reconocer recíprocamente el derecho al voto en las elecciones locales de los nacionales residentes en el otro Estado.

### Raza o grupo étnico
La participación de los indígenas en los sufragios de los países de Latinoamérica han marcado un cambio en su historia política, "la obra de Xavier Albó, Movimientos indígenas y poder indígena en Bolivia, Ecuador y Perú (Cipca, La Paz, 2008), aunque de manera general pone de relieve cómo el movimiento indígena es parte de los cambios operados en las poblaciones indígenas y también en los procesos político culturales de dichos países" (Parga, 2013).

### Clase social
Hasta pasado el siglo XIX, muchas democracias occidentales especificaban en sus leyes electorales que solo la gente con un cierto grado de riqueza podía votar. Hoy en día estas leyes se han abolido casi en su totalidad. Sin embargo, en algunos países "democráticos" esto todavía se aplica en la práctica pese a que no esté especificado en las leyes de los respectivos países, ya que muchos países democráticos requieren la dirección del domicilio de sus ciudadanos para cualificar su voto, con lo que se excluye a todos los individuos que no han conseguido suficiente riqueza como para alquilar o poseer su propia vivienda y ser capaces de sustentarse económicamente de forma autónoma.

### Edad
A pesar del impulso del sufragio universal, todas las democracias modernas requieren a sus votantes una edad mínima para ejercer este derecho. Los jóvenes por debajo de la edad mínima para votar constituyen entre un 20 y un 50 % de la población en algunos países, y no tienen representación política. Las edades mínimas para votar no son uniformes en todo el mundo, y varían  dependiendo de cada país (y hasta de cada región dentro de un mismo país en algunos), normalmente entre los 12 y 18 años de edad.

### Exclusión de penados en los Estados Unidos
Muchos países, como algunos pertenecientes a la Unión Europea o Canadá, permiten a sus presos ejercer el derecho al voto, independientemente del tiempo de encarcelamiento o la naturaleza del crimen. Otros países, entre los que se incluyen algunos estados de Estados Unidos, niegan el derecho al voto a aquellos convictos de crímenes graves, incluso cuando ya han cumplido su condena.

### Discapacitados psíquicos e intelectuales
A pesar de que la Convención Internacional de Derechos de las Personas con Discapacidad de la ONU establece que los discapacitados psíquicos tienen el mismo derecho a votar que el resto de ciudadanos, en algunos países no se les reconoce este derecho.
En España, que ratificó la Convención en 2007, miles de personas con discapacidad psíquica y discapacidad intelectual tienen negado el derecho al voto.

## Historia del sufragio
Finlandia fue la primera nación en el mundo en dar a todos los ciudadanos un sufragio total, en otras palabras el derecho a votar. Nueva Zelanda fue el segundo país en el mundo en otorgar a sus ciudadanos el derecho a votar, en 1893.
Hay que tener en cuenta que en el plano internacional, el derecho de la mujer al sufragio fue reconocido recién en 1948 a través de la Declaración Universal de los Derechos Humanos, que en su artículo 21 manifiesta que “toda persona tiene el derecho de acceso, en condiciones de igualdad, a las funciones públicas de su país”.
En la República Oriental del Uruguay se produjo el primer sufragio de una mujer en toda América Latina.
La votación llevada a cabo en ese lugar se debió a un plebiscito local, con el propósito de decidir la integración de la localidad de Cerro Chato a uno de los tres departamentos que se la disputaban: Florida, Durazno, y Treinta y Tres.
El presidente José Batlle y Ordóñez —gran responsable de la implementación de varios derechos sociales, laborales y en favor de la mujer por primera vez en todo el continente— fue el gran impulsor de la Constitución de 1917, donde se estableció que las mujeres tenían el derecho de votar.
En 1932 el Parlamento nacional aprobó la ley que permitía a las mujeres elegir a sus representantes y además ser electas para cargos públicos.
De todas maneras, faltarían varios años más antes de que las mujeres pudieran participar en una elección nacional, lo cual sucedió el 27 de marzo de 1938.
El 11 de noviembre de 1951 las mujeres argentinas votaron por primera vez. Después de un tiempo se le dio voto a los hombres y mujeres ya que en algunos casos eran excluidos.

## El sufragio en la actualidad
Hoy en día, en muchas democracias, el derecho al voto está garantizado como un derecho de nacimiento, sin discriminación de etnia, clase social o género. Sin ningún tipo de examen descalificador (como la no alfabetización), los ciudadanos por encima de la edad mínima requerida en un país pueden votar con normalidad en las elecciones. Los residentes extranjeros pueden votar en las elecciones locales en algunos países del mundo.